# Kageneckia
Kageneckia es un género de plantas fanerógamas de la familia de las Rosaceae, propio de América dels Sur.

## Descripción
Son arbustos o árboles bajos, dioicos. Sus hojas son alternas, simples, pinnadas y con el borde dentado, con estípulas presentes. Sus flores son atractivas.  El número de cromosomas es 2n = 34.

## Distribución
Kageneckia se encuentra en América del Sur desde Bolivia, Perú y Chile a la Argentina.

## Taxonomía
Kageneckia fue descrita por Ruiz et Pav. y publicado en Florae Peruvianae, et Chilensis Prodromus 145, en el año 1794. La especie tipo es: Kageneckia oblonga Ruiz & Pav. 

## Especies
- Kageneckia lanceolata, Ruiz & Pavón
- Kageneckia angustifolia D. Don, olivillo o frangel
- Kageneckia oblonga Ruiz & Pav., bollén